# Форт-Мид
Форт-Мид (англ. Fort Meade, Fort George Gordon Meade) — военная база в округе Анн-Арандел, возведённая в 1957 году для Агентства национальной безопасности США.

## Местонахождение
Форт расположен около города Лаурел в штате Мэриленд на полдороги между Балтимором и Вашингтоном.

## История
До переоборудования под нужды национальной безопасности, использовался как полевой учебный центр, а позже — как военная тюрьма (в период Второй мировой войны).

## Организации на территории Форт-Мида
- школа информации вооруженных сил
- штаб-квартира Службы оборонных средств массовой информации
- штаб-квартира Кибернетического командования США
- штаб-квартира Агентства национальной безопасности

## Охрана и безопасность
Услуги охранно-пожарной сигнализации комплекса административных зданий и обеспечения безопасности охраняемого периметра объекта предоставлялись по контракту частными подрядчиками (до 1963 года — Mercury Maintenance, Inc. с привлечённым штатом 130 вольнонаёмных сотрудников, компания также обеспечивала охрану базы Форт-Гаррисон в штате Индиана).

## Музейные учреждения
В Форт-Мид также расположен Национальный Музей криптографии.